# 大黒優美子
大黒 優美子（だいこく ゆみこ、9月13日 - ）は、日本の女性声優。アクセント所属。埼玉県出身。
以前はウイットプロモーションに所属していた。

## 出演
太字はメインキャラクター。

### テレビアニメ
2001年
- はじめの一歩（女の子、同級生、電話の声）

2002年
- ちょびっツ（女子校生A）
- プリンセスチュチュ（クララ、女子生徒、カラスの人々、店員、るうの母、ミーアキャット郎）

2003年
- DEAR BOYS（女生徒）

2004年
- DearS（女の子）

2005年
- ケロロ軍曹（語り）
- NARUTO -ナルト-（ほすてすさん）

2006年
- 金色のコルダ〜primo passo〜（近衛十和子）
- 少年陰陽師（一つ鬼、女房）
- 奏光のストレイン（オペレーター、機械音声、訓練生、女生徒）
- バーテンダー（客C）
- BLACK BLOOD BROTHERS（サーファー）

2007年
- 少年陰陽師（防人の妻）

### OVA
2005年
- いちご100%（女生徒B）

### 劇場アニメ
2002年
- 千年女優[3]

2004年
- フイチンさん

### ゲーム
2004年
- メタルギアソリッド3（EVA〈モーションアクター〉）

2007年
- 少年陰陽師 翼よいま、天（そら）へ還れ（一つ鬼）

2008年
- テイルズ オブ シンフォニア -ラタトスクの騎士-（エミル・キャスタニエ〈モーションアクター〉）
- テイルズ オブ ハーツ（コハク・ハーツ〈モーションアクター〉）

2009年
- テイルズ オブ グレイセス（フーリエ〈声・モーションアクター〉、シェリア〈モーションアクター〉）
- FRAGILE 〜さよなら月の廃墟〜（セト〈モーションアクター〉）
- リトルアンカー（カタリーナ・ソアレス）

2010年
- テイルズ オブ グレイセス エフ（フーリエ〈声・モーションアクター〉、シェリア〈モーションアクター〉）

2021年
- テイルズ オブ アライズ（アウメドラ・カイネリス〈モーションアクター〉）

### ドラマCD
2004年
- 少年陰陽師（一つ鬼）

2009年
- 共鳴せよ!私立轟高校図書委員会（猪熊佐和子）

### 吹き替え
2004年
- ジミー・ニュートロン 僕は天才発明家!（ニッサ）